# 斯克沃多夫斯卡环形山
斯克沃多夫斯卡环形山（Sklodowska）是月球背面南半球一座大型撞击坑，其名称取自波兰裔法国物理学家及化学家玛丽·斯克沃多夫斯卡-居里（1867年-1934年），1961年被国际天文联合会正式批准接受。

## 描述

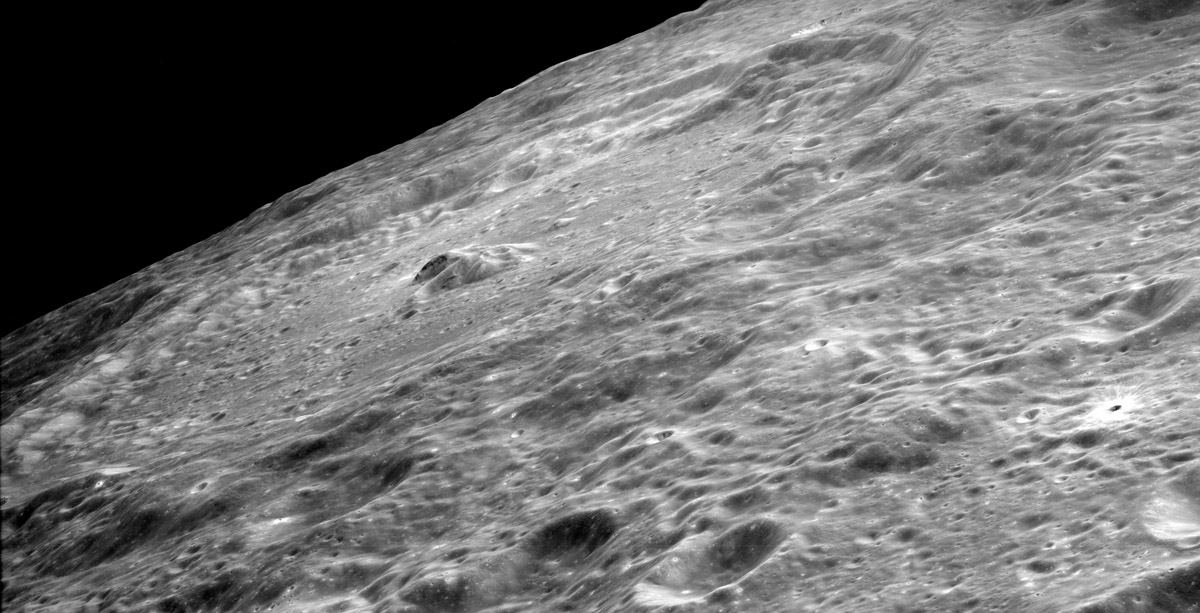
阿波罗17号全景相机拍摄的斯克沃多夫斯卡环形山照片

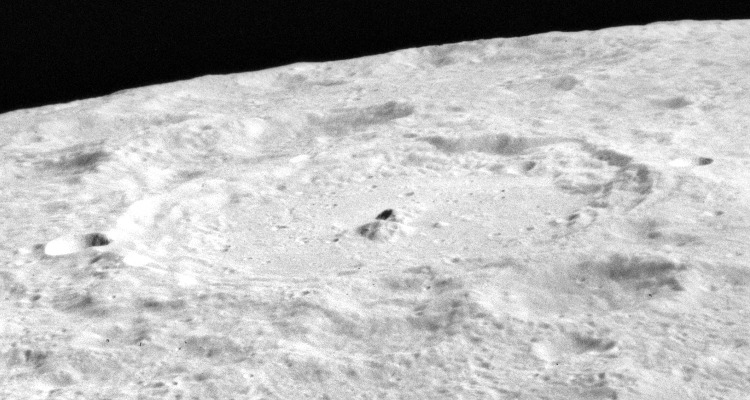
阿波罗16号测绘相机拍摄的斜视图

该陨坑西南偏西毗邻斯科尔环形山；西北靠近里茨环形山；甘斯基陨石坑位于它的北面；东北则坐落着巴斯德环形山；斯克沃多夫斯卡环形山的东面为巴克伦德环形山；而东南和西南分别有科瓦斯基陨石坑和居里环形山。该陨坑中心月面坐标为18°02′S 96°09′E / 18.04°S 96.15°E，直径125.6公里，深度2.9公里。
斯克沃多夫斯卡环形山是一座醒目的陨石坑，其边缘轮廓清晰，外观因撞击而稍有磨损，坑壁形状大致圆形，部分地区，尤其是南侧和西南侧带有一些不规则的小凸角。东南侧坑壁上切入了小卫星坑斯克沃多夫斯卡 J。
陨坑内侧壁分布有多重阶地状结构，沿东北侧堆积有坍塌的岩屑坡。北侧内壁相对较窄，而南侧和东北侧内坡相对更宽阔。坑壁平均高出周边地形1630米，内部容积约有17200立方千米。坑内地表接近于平坦的平原，表面布满很多的细小陨坑；中心点附近坐落着二座被一道狭谷隔开的山丘，其中较大的一座位于坑底东北、另一座较小的则位于西南。
斯克沃多夫斯卡环形山所处位置刚刚越过月球正面东南边沿，在某些较好的摄动和光照条件下可从地球上看见它，但其形状会产生一些变形。

## 卫星陨石坑
按惯例，最靠近斯克沃多夫斯卡环形山的卫星坑在月图上以字母标注在该坑中心点的旁边。

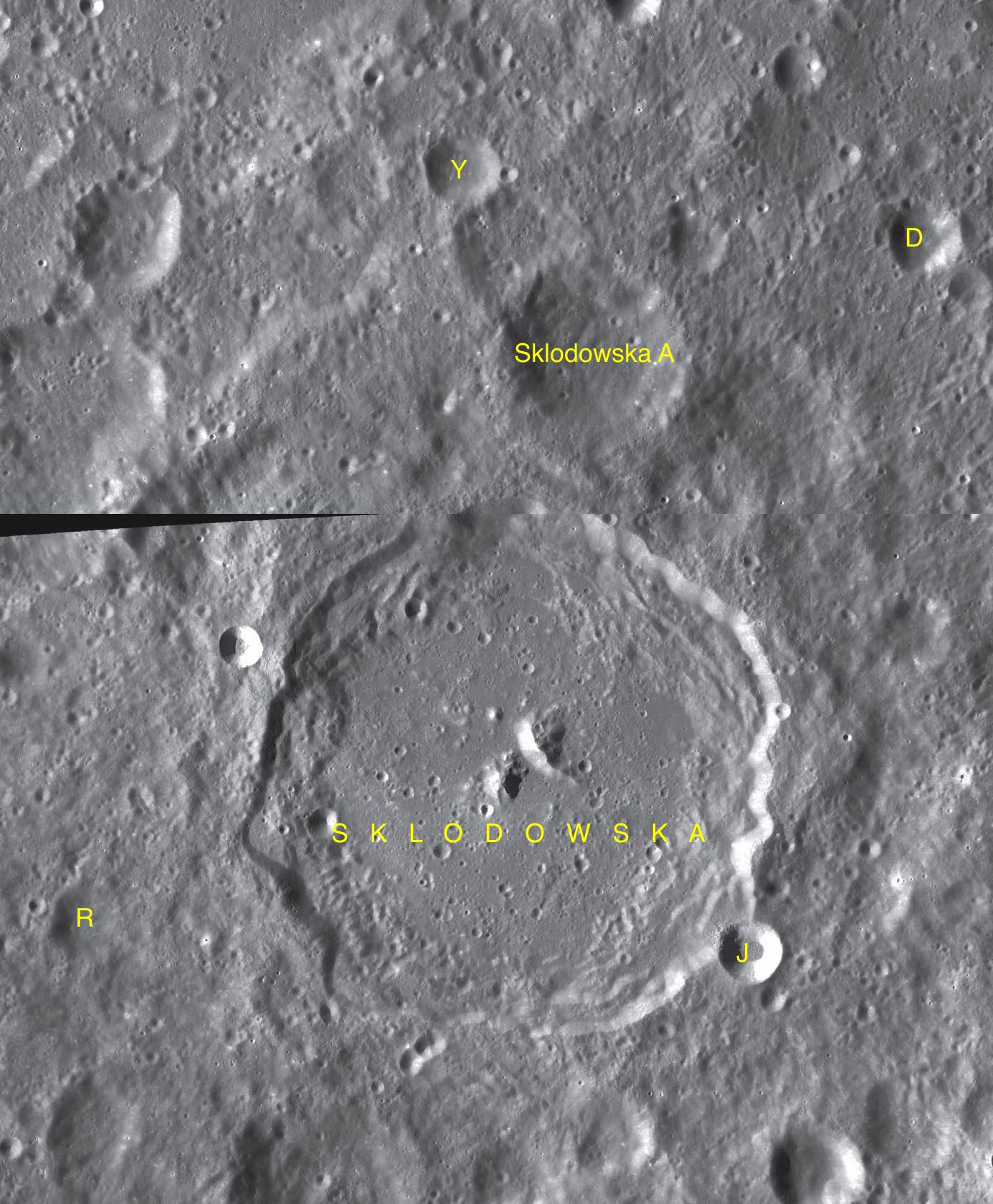
LAC-82与LAC-100拼接图

| 斯克沃多夫斯卡 | 纬度    | 经度    | 直径    |
| -------------- | ------- | ------- | ------- |
| A              | 14.7° S | 96.5° E | 44 公里 |
| D              | 13.7° S | 99.0° E | 16 公里 |
| J              | 19.3° S | 97.7° E | 16 公里 |
| R              | 18.9° S | 92.2° E | 17 公里 |
| Y              | 13.2° S | 95.4° E | 17 公里 |

- 卫星坑斯克沃多夫斯卡 A形成于酒海纪代[3]。

## 另请参阅
- Andersson, L. E.; Whitaker, E. A. . NASA RP-1097. 1982.
- Blue, Jennifer. . USGS. July 25, 2007  [2007-08-05]. （原始内容存档于2012-04-08）.
- Bussey, B.; Spudis, P. . New York: Cambridge University Press. 2004. ISBN 978-0-521-81528-4.
- Cocks, Elijah E.; Cocks, Josiah C. . Tudor Publishers. 1995. ISBN 978-0-936389-27-1.
- McDowell, Jonathan. . Jonathan's Space Report. July 15, 2007  [2007-10-24]. （原始内容存档于2012-05-26）.
- Menzel, D. H.; Minnaert, M.; Levin, B.; Dollfus, A.; Bell, B. . Space Science Reviews. 1971, 12 (2): 136–186. Bibcode:1971SSRv...12..136M. doi:10.1007/BF00171763.
- Moore, Patrick. . Sterling Publishing Co. 2001. ISBN 978-0-304-35469-6.
- Price, Fred W. . Cambridge University Press. 1988. ISBN 978-0-521-33500-3.
- Rükl, Antonín. . Kalmbach Books. 1990. ISBN 978-0-913135-17-4.
- Webb, Rev. T. W.  6th revised. Dover. 1962. ISBN 978-0-486-20917-3.
- Whitaker, Ewen A. . Cambridge University Press. 1999. ISBN 978-0-521-62248-6.
- Wlasuk, Peter T. . Springer. 2000. ISBN 978-1-85233-193-1.